# Hotel Wildbad, Bad Gastein
Hotel Wildbad är ett av den österrikiska spa- och kurorten Bad Gasteins största hotell. Byggnaden uppfördes 1892 av den italienska byggmästaren Angelo Comini. Hotellet har 120 bäddar och är sedan år 2008 sammanbyggt med Hotel Salzburger Hof, som även det uppfördes av Angelo Comini mellan åren 1889 och 1907. Hotellen ägs sedan 1989 av den svenska researrangören STS Alpresor.